# National Gallery of Art, Washington, D.C.
National Gallery of Art este un muzeu de artă, aflat în Washington, D.C. Muzeul a fost înființat în 1937 pentru oamenii din Statele Unite ale Americii printr-o rezoluție comună a Congresului Statelor Unite, cu fonduri pentru construcție și o colecție de artă substanțială donată de Andrew W. Mellon.

## Galerie

Planul muzeului
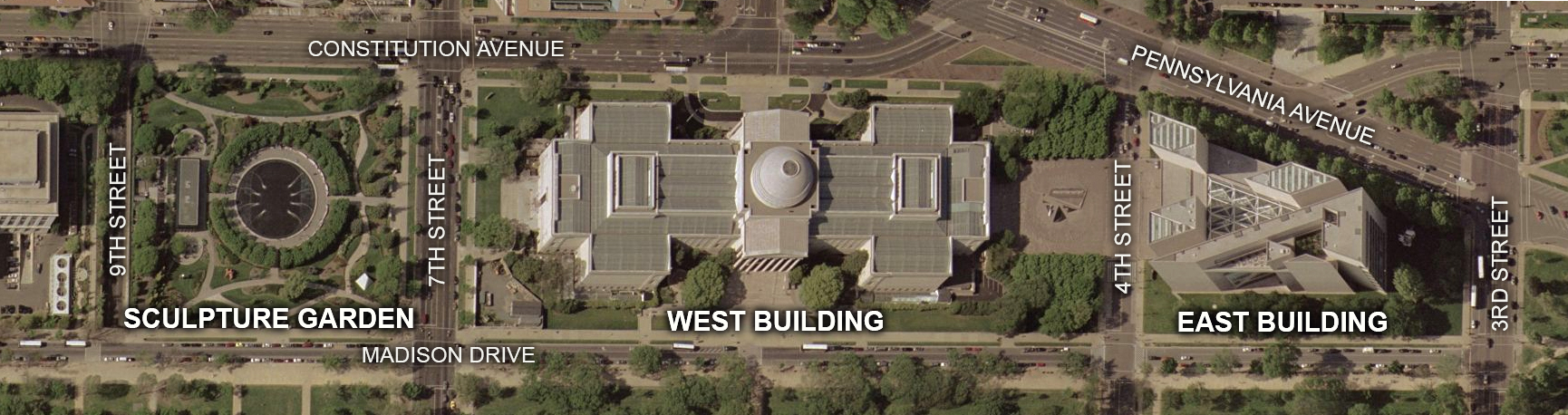